# Нікітасєнко Світлана Олександрівна
Світлана Олександрівна Нікіта́сєнко (нар. 16 грудня 1964, Сєвєродонецьк) — українська актриса, заслужений артист України з 2015 року.

## Біографія
Народилася 16 грудня 1964 року в місті Сєвєродонецьку Луганської області (нині Україна). 1987 року закінчила Воронезький державний інститут мистецтв, де навчалася у майстерні Анатолія Абдулаєва.
Протягом 1987—1997 років — актриса Миколаївського художнього російського драматичного театру; у 1997—1999 роках — театру «Люна» та у 1999—2000 роках — знову Миколаївського художнього російського драматичного театру. З 2006 року — у Миколаївському українському театрі драми і музичної комедії.

## Ролі
Актриса комедійного, гострохарактерного і трагікомічного амплуа. Зіграла ролі:
- Сюзанна («Божевільний день, або Одруження Фігаро» П'єра Бомарше);
- Мотря («Шельменко-денщик» Григорія Квітки-Основ'яненка);
- Горпина («Майська ніч» Михайла Старицького);
- Бобренчиха («Маруся Чурай» за Ліною Костенко);
- Бабуся Роза («Льовушка» Анатолія Крима);
- Коробочка («Мертві душі» Михайла Булгакова за Миколою Гоголем);
- Мілі, Діана («Каліфорнійська сюїта» Ніла Саймона);
- Сирена («Сирена і Вікторія» Олександра Галіна);
- Єлизавета І («Ваша сестра і полонянка» Людмили Разумовської);
- Мурашкіна («Драма» за Антоном Чеховим).